# 法善寺站
法善寺站（日语：／ Hozenji eki */?）是位於大阪府柏原市法善寺四丁目，近畿日本鐵道（近鐵）的大阪線車站。車站編號為「D15」。

## 歷史
- 1927年（昭和2年）7月1日 - 大阪電氣軌道八木線恩智站至高田站（現時為大和高田站）之間開通，此站啟用[1]。
- 1941年（昭和16年）3月15日 - 大阪電氣軌道與参宮急行電鐵合併，關西急行鐵道成立[1]。
- 1944年（昭和19年）6月1日 - 關西急行鐵道與南海鐵道（為南海電氣鐵道的前身）合併，成為近畿日本鐵道的車站[1]。
- 2007年（平成19年）4月1日 - 車站可以使用PiTaPa[2]。
- 2012年（平成24年）3月20日 - 成為區間準急停靠站。

## 車站構造
車站為地面車站，設有2面2線的相對式月台。閘口、大堂位於地底，月台位於地面。車站出入口位於月台兩側。月台可容納6卡車廂。
此站是由近鐵八尾站管理的有人車站。設有可使用PiTaPa、ICOCA的自動閘機和自動補票機（可支援回數卡及IC卡，以及IC卡增值功能）。

### 月台
| 月台 | 路線   | 上下行 | 方向                                                |
| ---- | ------ | ------ | --------------------------------------------------- |
| 1    | 大阪線 | 下行   | 河內國分、大和八木方向 伊勢志摩 名古屋方向          |
| 2    | 大阪線 | 上行   | 八尾、布施、大阪上本町方向 大阪難波、尼崎、三宮方向 |

## 使用狀況
以下為近年度指定日期調查上下車人次列表。
- 2018年11月13日：3,944人
- 2015年11月10日：3,790人
- 2012年11月13日：3,795人
- 2010年11月9日：3,834人
- 2008年11月18日：4,162人
- 2005年11月8日：4,128人

## 車站周邊
車站東邊主要為公寓。
- 市立柏原醫院（日语：市立柏原病院）
- 柏原羽曳野藤井寺消防組合（日语：柏原羽曳野藤井寺消防組合）柏原出張所
- 柏原市立堅下北小學（日语：柏原市立堅下北小学校）
- 柏原市立堅下北中學（日语：柏原市立堅下北中学校）
- 大阪府立八尾翠翔高等學校（日语：大阪府立八尾翠翔高等学校）
- 柏原法善寺郵局
- 恩智川（日语：恩智川）

## 巴士路線
在車站東邊150米處，設有柏原市市內循環巴士「閃光號」的「法善寺橋」巴士站。可免費乘搭，只限平日運行。
- 柏原市政廳、雁多尾畑方向

## 相鄰車站
近畿日本鐵道
 大阪線
■快速急行、■急行、■準急
通過
■區間準急、■普通
恩智（D14）－法善寺（D15）－堅下（D16）

## 註腳
1. 1 2 3  曾根悟（監修）. . 朝日百科週刊. 2號 近畿日本鐵道 1. 朝日新聞出版. 2010-08-22: 18–23. ISBN 978-4-02-340132-7 （日语）.
2. ↑   (pdf) (新闻稿). 近畿日本鐵道. 2007-01-30  [2016-03-09]. （原始内容存档 (PDF)于2016-08-07） （日语）.
3. ↑  駅別乗降人員 大阪線 （页面存档备份，存于）（日語） - 近畿日本鐵道

## 外部連結
- 法善寺 - 近畿日本鐵道（日語）